# Povelja o pravima
Povelja o pravima  (engl. Bill of Rights) naziv je za prvih deset izmjena i dopuna na Ustav Sjedinjenih Američkih Država, koja jamče temeljna demokratska i ljudska prava u SAD i ograničavaju moć savezne države. 
Povelju je 1789. uveo James Madison (koji je kasnije postao predsjednik SAD), na snazi je od 15. prosinca 1791., nakon ratifikacije u zemljama članicama Unije.
Povelja o pravima igra središnju ulogu u američkoj pravnom i političkom sustavu, i simbol je slobode naroda.

## Vanjske poveznice
- Povelja o pravima  Arhivirana inačica izvorne stranice od 14. listopada 2013. (Wayback Machine)